# Yara Shahidi

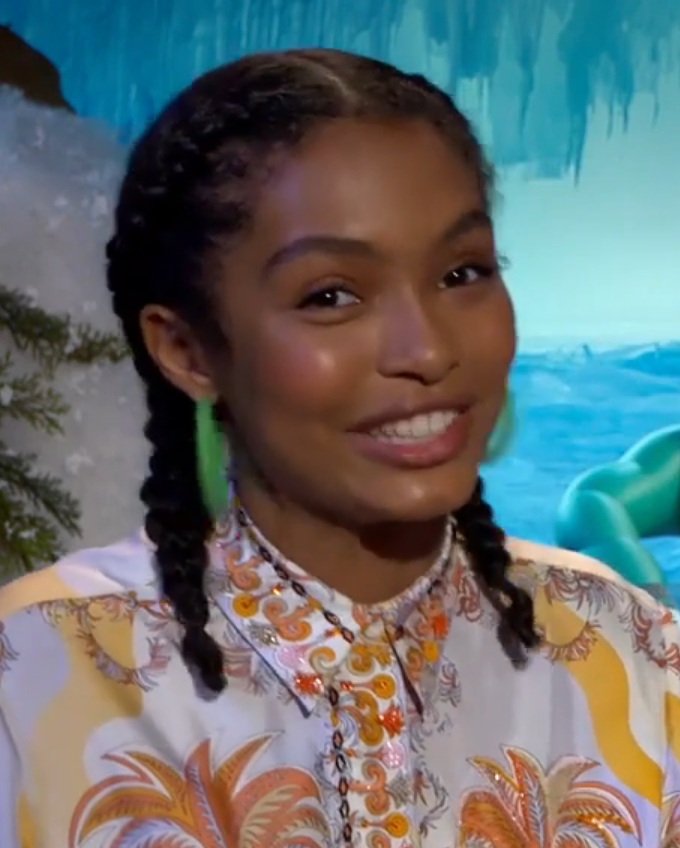
Yara Shahidi 2018

Yara Sayeh Shahidi (persisch یارا سایه شهیدی; * 10. Februar 2000 in Minneapolis, Minnesota) ist eine iranisch-US-amerikanische Schauspielerin.

## Leben und Karriere
Yara Shahidi wurde im Februar 2000 in der bevölkerungsreichsten Stadt im US-Bundesstaat Minnesota als Tochter eines iranischen Vaters und einer afroamerikanischen Mutter geboren. Ihr jüngerer Bruder Sayeed Shahidi ist ebenfalls Schauspieler. Aufgrund der Arbeit ihres Vaters zog sie im Alter von vier Jahren zusammen mit ihrer Familie nach Los Angeles, Kalifornien. Bereits ab dem Alter von sechs Wochen war sie zusammen mit ihrer Mutter in Werbespots zu sehen, später auch mit ihrem jüngeren Bruder, unter anderem in Kampagnen für Disney, McDonald’s, Target und die Gap Inc.
Ihr Schauspieldebüt gab sie in der Komödie Zuhause ist der Zauber los an der Seite von Eddie Murphy als dessen Filmtochter. Ebenfalls im Jahr 2009 war sie in der kurzlebigen ABC-Comedyserie In the Motherhood als Tochter einer der Hauptfiguren sowie in zwei Gastrollen in der Serien Cold Case – Kein Opfer ist je vergessen und Die Zauberer vom Waverly Place zu sehen. Bei den Young Artist Awards 2010 wurde Shahidi schließlich für ihre Rolle in Zuhause ist der Zauber los als Beste Hauptdarstellerin in einem Spielfilm nominiert, verlor diesen letztendlich aber an Abigail Breslin. In ihrer nächsten Rolle spielte sie im Thriller Unthinkable – Der Preis der Wahrheit neben Samuel L. Jackson, Carrie-Anne Moss und Michael Sheen die Tochter von Jacksons Figur. Im selben Jahr absolvierte sie einen Gastauftritt in der Krimiserie Lie to Me und eine kleine Rolle im Action-Thriller Salt. 2011 betätigte sie sich als Synchronsprecherin in jeweils einer Episode der Zeichentrickserien Family Guy und Spezialagent Oso. Ebenfalls in diesem Jahr war sie im Film Alles in Butter in ihrer zweiten großen Hauptrolle als Waisenkind Destiny zu sehen. 2012 spielte sie im Film Alex Cross zusammen mit ihrem jüngeren Bruder die Kinder von Tyler Perry und Carmen Ejogo. Von 2012 bis 2013 stand sie für die Comedyserie The First Family als Chloe Johnson vor der Kamera, die über Syndikation vertrieben wurde.
Nach kurzen Nebenrollen in Scandal (2013) und The Fosters (2014) wurde Shahidi für eine Hauptrolle in der ABC-Sitcom Black-ish besetzt, die am 24. September 2014 Premiere hatte. In der Serie übernahm sie die Rolle der Zoey Johnson, der Tochter von Tracee Ellis Ross und Anthony Anderson. Seit 2018 ist sie in dieser Rolle die Protagonistin im Serien-Ableger Grown-ish.

## Filmografie (Auswahl)
- 2007: Entourage (Fernsehserie, Episode 4x11)
- 2009: Zuhause ist der Zauber los (Imagine That)
- 2009: Cold Case – Kein Opfer ist je vergessen (Cold Case, Fernsehserie, Episode 7x07)
- 2009: Die Zauberer vom Waverly Place (Wizards of Waverly Place, Fernsehserie, Episode 3x06)
- 2010: Unthinkable – Der Preis der Wahrheit (Unthinkable)
- 2010: Lie to Me (Fernsehserie, Episode 2x15)
- 2010: Salt
- 2011: Family Guy (Fernsehserie, Episode 9x18, Stimme)
- 2011: Spezialagent Oso (Special Agent Oso, Fernsehserie, Episode 2x23)
- 2011: Alles in Butter (Butter)
- 2012: Alex Cross
- 2012–2013: The First Family (Fernsehserie, 23 Episoden)
- 2013: Scandal (Fernsehserie, 2 Episoden)
- 2014: The Fosters (Fernsehserie, 2 Episoden)
- 2014–2020, 2022: Black-ish (Fernsehserie, 90 Episoden)
- 2016–2018: Trolljäger (Trollhunters, Fernsehserie, 18 Episoden, Stimme)
- 2018: Smallfoot – Ein eisigartiges Abenteuer (Smallfoot, Stimme)
- 2018: 3 von oben (3Below, Fernsehserie, 4 Episoden, Stimme)
- 2018–2024: Grown-ish (Fernsehserie)
- 2019: The Sun Is Also a Star
- 2020: Fearless (Stimme)
- 2023: Extrapolations (Fernsehserie, Episode 1x01)
- 2023: Peter Pan & Wendy
- 2023: Sitting in Bars with Cake